# Крафт (деревня)
Крафт — исчезнувшая деревня в Москаленском районе Омской области. Входила в состав Звездинского сельского поселения. Упразднена в 1972 году.

## История
Основана в 1898 году. В 1928 году хутор Крафт состоял из 25 хозяйств. В составе Николаевского сельсовета Москаленского района Омского округа Сибирского края.

## Население
По переписи 1926 года в хуторе проживало 131 человек (62 мужчины и 69 женщин), основное население — немцы.